# 압축 가공물

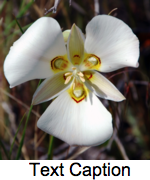
원본 이미지. 텍스트 모서리와 색 표현이 양호하다.

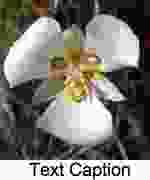
상당한 JPEG 압축으로 인해 모서리의 뚜렷함이 소실된 모습이다.

압축 가공물, 압축 아티팩트(compression artifact) 또는 아티팩트는 손실 압축 적용으로 인해 발생하는 미디어(이미지, 오디오 및 비디오 포함)의 눈에 띄는 왜곡이다. 손실이 있는 데이터 압축에는 원하는 디스크 공간에 저장하거나 사용 가능한 대역폭(데이터 전송률 또는 비트 전송률) 내에서 전송(스트리밍)할 수 있을 만큼 작아지도록 미디어 데이터의 일부를 삭제하는 작업이 포함된다. 압축기가 압축된 버전에 충분한 데이터를 저장할 수 없으면 품질이 떨어지거나 아티팩트가 발생하게 된다. 압축 알고리즘은 주관적으로 중요하지 않은 왜곡과 사용자에게 불쾌한 왜곡을 구별할 만큼 지능적이지 않을 수 있다.
가장 일반적인 디지털 압축 아티팩트는 JPEG, MP3 및 MPEG 비디오 파일 형식과 같은 많은 디지털 미디어 표준에 사용되는 DCT(이산 코사인 변환) 압축 알고리즘으로 인해 발생하는 DCT 블록이다. 이러한 압축 아티팩트는 높은 압축이 적용될 때 나타나며 DVD와 같은 일반적인 디지털 미디어, JPEG, MP3, MPEG 파일과 같은 일반적인 컴퓨터 파일 형식, 소니의 미니디스크 형식과 같은 컴팩트 디스크의 일부 대안에서 자주 발생한다. 압축되지 않은 미디어(예: 레이저디스크, 오디오 CD 및 WAV 파일) 또는 무손실 압축 미디어(예: FLAC 또는 PNG)에는 압축 아티팩트가 발생하지 않는다.
인지 가능한 아티팩트를 최소화하는 것은 손실 압축 알고리즘을 구현하는 주요 목표이다. 그러나 인공물은 때때로 예술적 목적, 즉 글리치 아트 또는 데이터모싱(datamoshing)으로 알려진 스타일을 위해 의도적으로 제작된다.
기술적으로 말하면, 압축 아티팩트는 일반적으로 손실이 있는 데이터 압축에서 양자화의 결과로 발생하는 특정 데이터 오류 클래스이다. 변환 부호화가 사용되는 경우 일반적으로 코더의 변환 공간의 기저 함수 중 하나의 형태를 가정한다.

## 같이 보기
- JPEG
- JPEG 2000
- 손실 압축